# Smittoidea tripora
Smittoidea tripora är en mossdjursart som först beskrevs av Campbell Easter Waters 1904.  Smittoidea tripora ingår i släktet Smittoidea och familjen Smittinidae. Inga underarter finns listade i Catalogue of Life.